# Arleško Kraljevstvo
Arleško Kraljevstvo također znano i pod imenom Drugo Burgundsko Kraljevstvo bila je samostalna država između 933. i 1032. godine, a od tada do prestanka svojega postojanja 1378. godine bilo je dio Svetog Rimskog Carstva.

## Kraljevstvo
Koristeći raspad Zapadnofranačkog kraljevstva Boso od Provanse proglašava sebe 15. prosinca 879. godine kraljem Provanse. To dovodi do napada franačkoga napada na njegovu državu pri čemu je Boso bio izgubio područje od kojeg su nastali: Burgundsko Vojvodstvo i Kraljevstvo Gornje Burgundije za čijeg će kralja 888. biti izabran Rudolf I. od Burgundije. Na ostacima Bosove države njegov se sin Luj III. Slijepi 890. kruni za kralja Donje Burgundije. Kraljevi obje Burgundije početkom devetog stoljeća okreću se prema Italiji pokušavajući tamo osvojiti teritorij i postati kraljevi. U tim ratovima Luja je porazio car Berengara 905. nakon čega svu vlast u državi postepeno predaje Hugu od Italije. Tijekom borbi za Italiju između Rudolfa II. kralja Gornje Burgundije i Huga od Italije regenta Donje Burgundije postiže se dogovor 924. po kojemu Rudolf II. postaje kralj oba kraljevstva (bez vojvodstva) 928. godine, a Hugo kralj Italije.
Nakon Rudolfove smrti 937. godine počinje pedesetšestogodišnja mirna vladavina njegovog sina Konrada Miroljubivog čiji je jedini rat bila istodobna invazija Saracena i Mađara koje okreće jedne protiv drugih i oboje uništava. Nasljeđuje ga sin Rudolf III. tijekom čije vladavine nastaje unutrašnja feudalna anarhija. Smrću Rudolfa III. 6. rujna 1032. izumire vladajuća dinastija Arleškog Kraljevstva, anektiralo ga je Sveto Rimsko Carstvo čiji car postaje kralj Burgundije. Tijekom sljedećih 346 godina Arleško Kraljevstvo samo nominalno postoji, njeni carski vladari daruju ili potvrđuju nezavisnost raznih njegovih dijelova (Savoja, Provansa, zapadna Švicarska itd.), a druge dijelove daruju francuskim kraljevima. 1378. godine car Karlo IV. Luksemburški za vladara ostatka teritorija Arleškog kraljevstva postavio je Karla VI., kralja Francuske (tada samo prijestolonasljednika) čime i formalno prestaje postojati Arleško Kraljevstvo bez obzira na to što titula arleškoga kralja ostaje u rukama svetih rimskih careva sve do 1806. godine.

## Unutarnje poveznice
- Kraljevstvo Burgunda
- Burgundsko Vojvodstvo